# Chiesa di Santa Maria del Carmine (Rovereto)
La chiesa di Santa Maria del Carmine, o chiesa di Santa Maria del Monte Carmelo, è una parrocchiale di Rovereto che risale al XVII secolo, posta su via Benacense, nel quartiere di Santa Maria.

## Storia
Una prima piccola chiesetta dedicata alla Santissima Vergine Annunziata, sorta dove adesso si trova la sagrestia di Santa Maria del Carmine, venne eretta dopo l'abbattimento della chiesa di San Tommaso e della cappella di Santa Barbara, nel 1290, e consacrata solo nel 1333.
Guglielmo da Castelbarco il 13 agosto 1319 redige il suo testamento nel quale cita la presenza a Rovereto della chiesa.
L'edificazione del chiostro risale alla prima metà del XVI secolo, e la costruzione della chiesa attuale avvenne in periodi successivi, a partire già dal 1400, iniziando dalla sagrestia e dalla cappella di Santa Dorotea. Quindi l'intero edificio fu riedificato sulla chiesetta preesistente ed i lavori finirono attorno al 1759 con l'elevazione del campanile. A dirigere il cantiere della ricostruzione fu l'architetto Pietro Somalvico di Brienno mentre, più probabilmente, il progetto è da attribuire a Jacopo Antonio Pozzo, fratello di Andrea Pozzo. 
Altri architetti che intervennero sulla facciata e sul campanile sono stati Giuseppe Antonio Schiavi, Gian Domenico Visetti e Andrea Colomba.

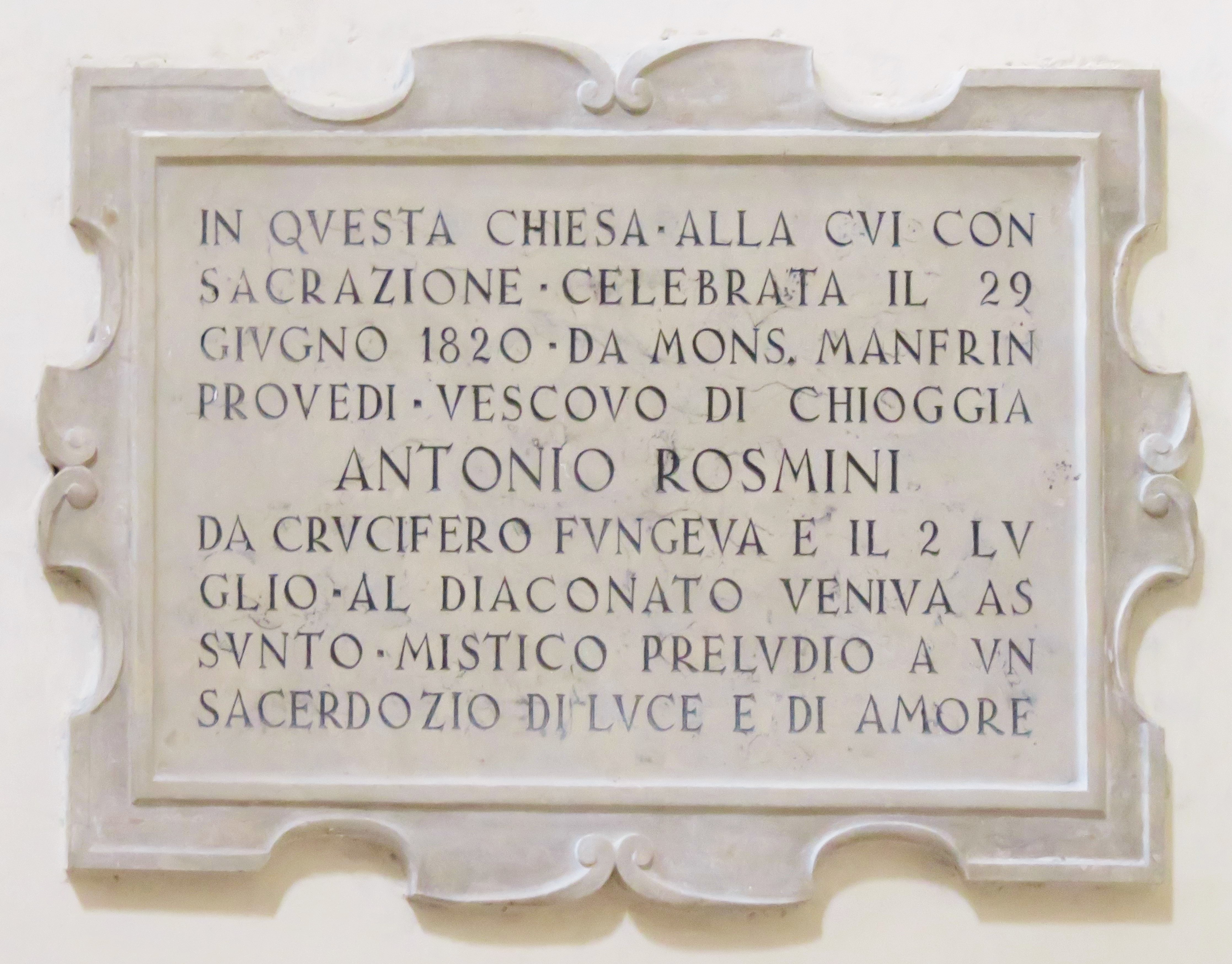
Chiesa di Santa Maria del Carmine: epigrafe con citazione del conferimento del diaconato ad Antonio Rosmini

Sino al 1787 fu retta dai padri carmelitani, ed il primo parroco che arrivò dopo di loro, quando la chiesa entrò a far parte della nuova parrocchia istituita a Lizzana, fu il roveretano don Filippo Chiusole.

### Consacrazione
La priora dell'allora vicino monastero di Santa Croce nel 1820 chiese al vescovo di Chioggia Giuseppe Manfrin Provedi di consacrare la chiesa del convento e in tale occasione il vescovo consacrò anche la chiesa di Santa Maria del Carmine. Alla cerimonia prese parte come crucifero Antonio Rosmini, che in quei giorni ottenne dal vescovo Manfrin il diaconato.

## Descrizione

### Esterni
La facciata presenta due ordini di paraste ed un frontone triangolare. Oltre all'ingresso vi sono altre due importanti aperture: una grande finestra rettagolare al secondo ordine, centrale, ed una rotonda nel frontone.

### Chiostro

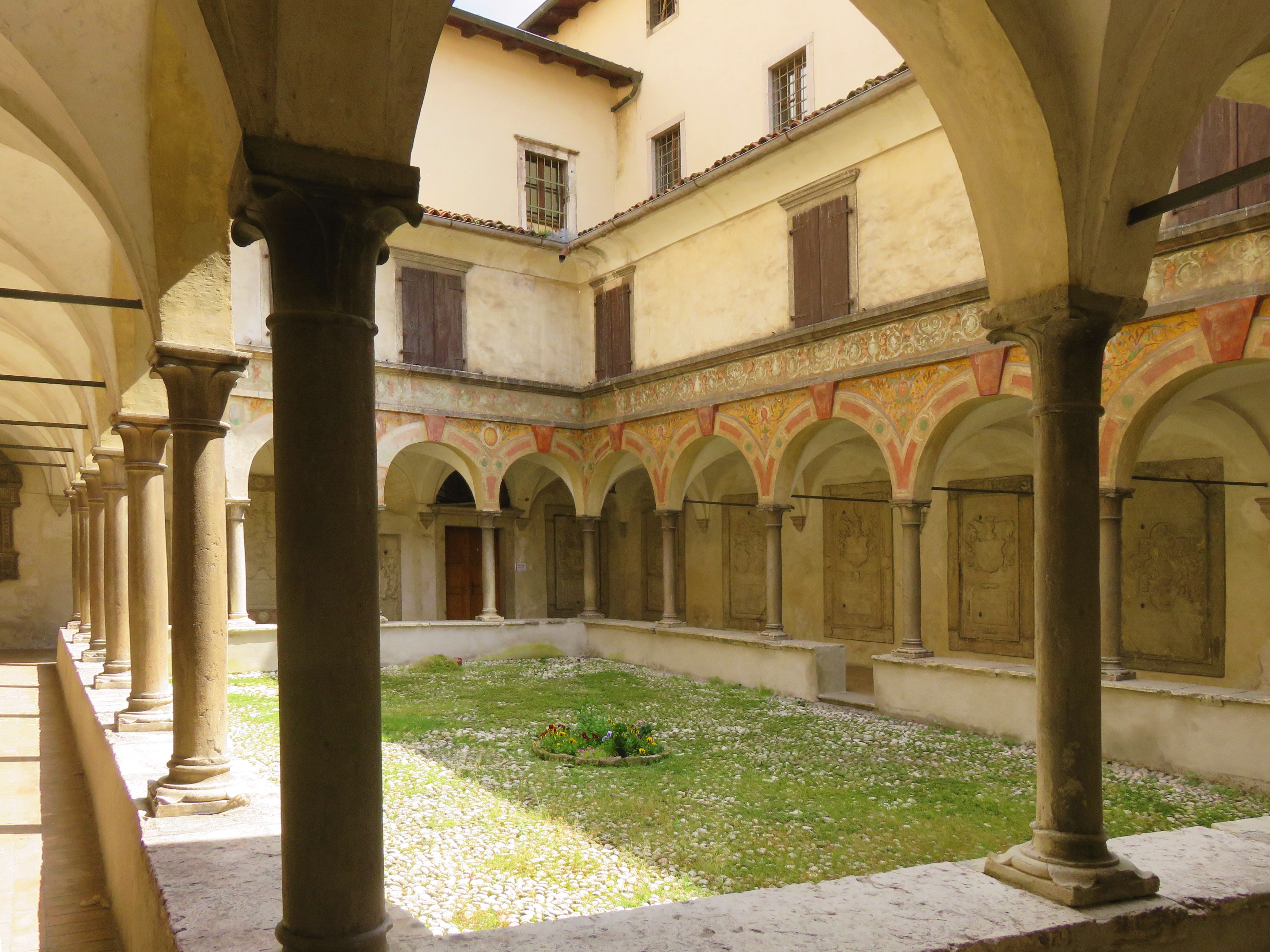
Chiostro di Santa Maria del Carmine

Il chiostro, che apparteneva al convento dei carmelitani demolito dopo la soppressione dell'ordine, è la parte più antica dell'intero complesso religioso. Alle pareti del portico conserva molte lapidi tombali e vari affreschi risalenti al XVI secolo.

## Parrocchia
La parrocchia di Santa Maria comprende, oltre alla chiesa di Santa Maria del Carmine, anche la chiesa di Santa Croce. Il cimitero parrocchiale è quello di Santa Maria.

## Porta santa
In occasione del Giubileo straordinario della misericordia papa Francesco ha concesso, nella chiesa roveretana di Santa Maria del Carmine, l'apertura di una porta santa.